# Harrat al-Birk
Das Vulkanfeld Harrat al-Birk (arabisch حرة البرك, DMG Ḥarrat al-Birk) liegt im Südwesten Saudi-Arabiens, in der Grenzregion der Provinzen Asir, Mekka und Dschāzān. Es ist das einzige saudische Vulkanfeld, das sich direkt am Roten Meer ausbreitet und auf einer Fläche von ca. 1.800 km² von ausgedehnten Lavafeldern bedeckt wird. Es trennt die Küstenebenen Tihamat asch-Scham und Tihamat Asir am Roten Meer voneinander.
Die vulkanische Aktivität lässt sich bis in das Miozän zurückverfolgen, die ausgedehnten Lavafelder aus dieser Epoche umschließen eine Anzahl von Schlackenkegeln die im Holozän entstanden sind. Generell lassen sich Schlackenkegel auf dem gesamten Gebiet des Harrat al-Birk finden. Östlich des Hauptlavafeldes liegen isolierte Aschefelder, die sich um den Schlot Jabal Ba`a gruppieren und auf eine Ausbruchsphase innerhalb der letzten Jahrhunderte schließen lassen.
Die Gesteine der im Quartär entstandenen Lavafelder bestehen aus einer basaltischen bis trachyt-basaltischen Zusammensetzung, mit ultramafischen Einschlüssen.

## Quelle
- Harrat al-Birk im Global Volcanism Program der Smithsonian Institution (englisch)